# Суур-Пахіла
Суур-Пахіла — село а Естонії, у повіті Сааремаа, волость Сааремаа.
До адміністративної реформи місцевих органів влади Естонії у 2017 році село належало до волості Оріссааре.
Історично розташовувалося в парафії Яані.